# 1822
Het jaar 1822 is het 22e jaar in de 19e eeuw volgens de christelijke jaartelling.

## Gebeurtenissen
april
- 13 - Het Oost-Indisch Zeemagazijn op Oostenburg in Amsterdam stort in.
- 22 - De Oldenburger Anton Sinkel opent een manufacturenhandel aan de Nieuwendijk te Amsterdam. De zaak zal uitgroeien tot het eerste Nederlandse warenhuis: "In de winkel van Sinkel is alles te koop".

mei
- 21 - De Duitse graaf Christian Ludwig von Bothmer schiet bij Klütz in Mecklenburg een ooievaar. Het dier blijkt echter al een eerdere pijl in zijn lijf te hebben, en wel uit Afrika en levert daarmee het bewijs voor de vogeltrek.
- mei - De  Wortel-kolonie voor landlopers begint met de bouw van 25 houten boerderijen. Er worden kolonisten van Hoogstraten opgevorderd om de ontginningswerken uit te voeren.

juni
- 9 - Octrooi wordt toegekend aan Charles Graham voor het kunstgebit.
- 14 - Charles Babbage bedenkt zijn rekenmachine.
- 22 - Het Groothertogdom Beneden-Rijn wordt met de Pruisische provincie Gulik-Kleef-Berg samengevoegd tot Rijnprovincie.

juli
- 9 - In Paramaribo wordt de eerste steen gelegd van de Waag door gouverneur Abraham de Veer.
- 16 - De Griekse opstandelingen lijden een verschrikkelijke nederlaag bij de Slag van Peta.

augustus
- 25 - De topograaf Ludwig von Welden, die de eerste bruikbare landkaart van de Monte Rosa tekende en veel namen vastlegde, beklimt als eerste het topje van de Ludwigshöhe.

september
- 7 - Brazilië wordt een onafhankelijk keizerrijk.
- 18 - In Amsterdam brandt de Ronde Lutherse Kerk uit. Ook de pakhuizen in de omgeving lopen zware schade op.
- 18 - Oprichting van het Amsterdamsche Schaakgenootschap.
- 27 - Jean-François Champollion schrijft aan de taalkundige Bon-Joseph Dacier, dat hij met behulp van de inscripties in de Steen van Rosetta de Egyptische hiërogliefen heeft weten te ontcijferen.

oktober
- 20 - De joden Isaäc da Costa en Abraham Capadose bekeren zich tot het christendom. Beide mannen behoren tot het Réveil.
- oktober - De Heilige Alliantie, besluit op het Congres van Verona, dat een Frans leger het liberale Spanje binnen zal vallen om het absolutistische bewind van Ferdinand VII te herstellen.

november
- 30 - Na een beleg van 14 maanden verovert de weduwe Bouboulina de Griekse havenstad Nauplion, die als voorlopige hoofdstad zal dienen van het onafhankelijke Griekenland.

december
- 1 - De Portugese kroonprins Don Pedro wordt gekroond tot keizer van Brazilië.
- 29 - De twaalfstedentocht wordt voor de tweede en laatste keer geschaatst.

zonder datum
- Op Chios, dat zich onafhankelijk tracht te maken, richten de Ottomanen een groot bloedbad aan. Ook het Nea Moni klooster loopt zware schade op.
- Koning Willem I der Nederlanden richt de Algemeene Nederlandsche Maatschappij ter Begunstiging van de Volksvlijt op.
- De Brit Peter Barlow bouwt een eenvoudige elektromotor, het "Wiel van Barlow".

## Beeldende kunst

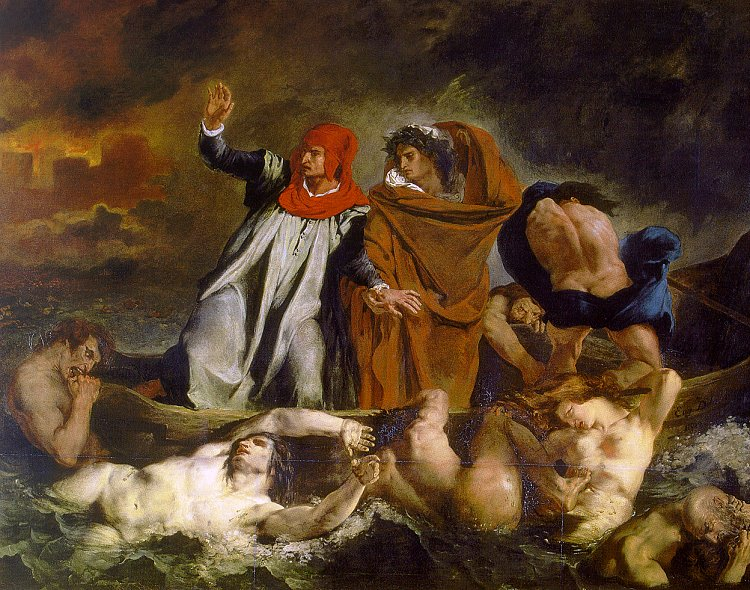
La Barque de Dante, Eugène Delacroix (1822), Louvre

## Bouwkunst

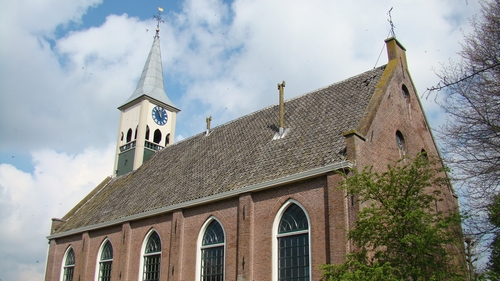
NH kerk, Jisp (1822)

## Geboren
januari
- 2 - Rudolf Clausius, Pruisisch natuurkundige (overleden 1888)
- 6 - Heinrich Schliemann, Duits archeoloog (overleden 1890)
- 12 - Etienne Lenoir, Belgisch uitvinder van de explosiemotor (overleden 1900)

februari
- 7 - Joaquín Gaztambide Garbayo, Spaans componist en dirigent (overleden 1870)
- 16 - Sir Francis Galton, Brits bioloog (overleden 1911)
- 25 - Jacobus Cornelis Bloem, Nederlands politicus (overleden 1902)

april
- 9 - Willem Johan Lucas Grobbée, Nederlands politicus (overleden 1907)
- 25 - Louis Willems, Belgisch arts, een van de pioniers van de bacteriologie (overleden 1907)
- 26 - Frederick Law Olmsted, Amerikaans landschapsarchitect, journalist en maatschappijcriticus (overleden 1903)
- 27 - Ulysses S. Grant, 18e president van de Verenigde Staten (overleden 1885)

mei
- 9 - Volkert Simon Maarten van der Willigen, Nederlands wis- en natuurkundige (overleden 1878)
- 20 - Frédéric Passy, Frans parlementariër, humanist, econoom en Nobelprijswinnaar (overleden 1912)

juli
- 20 - Gregor Mendel, Oostenrijks grondlegger van de genetica (overleden 1884)

september
- 11 - Olga Nikolajevna van Rusland, was gehuwd met koning Karel I van Württemberg (overleden 1892)

oktober
- 2 - Jan Kappeyne van de Coppello, Nederlands liberaal politicus (overleden 1895)
- 4 - Rutherford B. Hayes, 19e president van de Verenigde Staten (overleden 1893)

december
- 10 - César Franck, Belgisch componist en organist (overleden 1890)
- 27 - Louis Pasteur, Frans scheikundige en bioloog (overleden 1895)

## Overleden
maart
- 17 - Lieven Bauwens (52), Vlaams ingenieur

mei
- 22 - Gerard van Spaendonck (76), Nederlands kunstschilder

juni
- 25 - E.T.A. Hoffmann (46), Duits schrijver

juli
- 8 - Percy Bysshe Shelley (29), schrijver

augustus
- 25 - William Herschel (83), Duits-Brits astronoom, componist, organist en muziekleraar

## Uitgestorven
- De emoe van Koningseiland (Australië)